# Délegyháza vasútállomás
Délegyháza vasútállomás egy Pest vármegyei vasútállomás, Délegyháza településen, melyet a MÁV üzemeltet.

## Vasútvonalak
Az állomást az alábbi vasútvonalak érintik:
- Budapest–Kelebia-vasútvonal

## Kapcsolódó állomások
A vasútállomáshoz az alábbi állomások vannak a legközelebb:
- Dunavarsány megállóhely (Budapest–Kelebia-vasútvonal)
- Kiskunlacháza vasútállomás (Budapest–Kelebia-vasútvonal)
- Áporka megállóhely

## Megközelítése tömegközlekedéssel
Helyközi busz:  652, 655, 656, 664

## Forgalom
| Járat | Útvonal | Gyakoriság |
| ----- | --- | ---------- |
|       | A vonalon a vasúti szolgáltatás szünetel, a vonatok helyett a Volánbusz járatai közlekednek. A legközelebbi buszmegálló: Délegyháza, vasútállomás |            |